# Bálint Sugárka
Bálint Sugárka (1973. –) magyar szinkronszínész.

## Szinkronszerepei

### Filmek
| Cím                                | Szereplő                        | Színész            |
| ---------------------------------- | ------------------------------- | ------------------ |
| Atlantisz – Az elveszett birodalom | Audrey Rocio Ramirez            |                    |
| Atlantisz 2. – Milo visszatér      | Audrey Rocio Ramirez            |                    |
| Durr, durr és csók                 | rózsaszín hajú lány             | Shannyn Sossamon   |
| Jégkorszak 2. – Az olvadás         | Start-lány                      | Nicole DeFelice    |
| Cowboy Bebop                       | Edward Wong Hau Pepelu Tivrusky |                    |
| Freddy vs. Jason                   | Lori Campbell                   | Monica Keena       |
| Kiki – A boszorkányfutár           | Jiji                            | Szakuma Rei        |
| Kis Vuk                            | kis ezüstróka                   |                    |
| Koponyák                           | J.J.                            | Jennifer Melino    |
| A múmia visszatér                  | Meela Nais / Anck Su Namun      | Patricia Velasquez |
| Nanny McPhee – A varázsdada        | Agatha "Agie" Brown             |                    |
| Penge 2.                           | Verlaine                        | Marit Velle Kile   |
| A pingvin és a csodakavics         | Magellán-pingvin lány           |                    |
| Rómeó és Júlia                     | Cordelia                        |                    |
| Táncoló talpak                     | Gloria (gyerek)                 | Brittany Murphy    |
| Totoro – A varázserdő titka        | Kuszakabe Szacuki               |                    |

### Sorozatok
| Cím                          | Szereplő                 | Színész        |
| ---------------------------- | ------------------------ | -------------- |
| Clifford, a nagy piros kutya | Emily Elizabeth Howard   | Grey DeLisle   |
| Conan, a detektív            | Hitomi                   |                |
| Digimon                      | Hikari "Kari" Kamiya     |                |
| Egyszer volt… az élet        | Pircsi (2. szereposztás) | Béatrice Bruno |
| Az idő kalandorai            | Kikko                    |                |
| Rolie, Polie, Olie           | Zowie Polie              |                |
| Taxi                         | Simka Dahblitz-Gravas    | Carol Kane     |
| Teletabik                    | Po                       | Pui Fan Lee    |
| A varázslatos iskolabusz     | Phoebe                   |                |